# بن رایدل
بن رایدل (انگلیسی: Ben Rydel؛ زادهٔ ۲۰۰۳/۲۰۰۴ (۲۰–۲۱ سال)) بازیکن فوتبال است.